# Inline-Alpin-Junioreneuropameisterschaft
Die Inline-Alpin-Junioreneuropameisterschaft (Juniors European Championship) bis 2012, ab 2013 (European Children Champs) ist eine jährlich austragende Junioreneuropameisterschaft im Inline-Alpin-Sport. Von 2006 bis 2011 wurde die Junioreneuropameisterschaft vom Inline-Europa-Cup-Committee (IAEC), 2012 und 2013 wurden sie von der World Inline Alpine Committee (WIAC) und ab 2015 werden sie von der Fédération Internationale de Roller Sports (FIRS) veranstaltet.

## Geschichte
Seit 2006 wird sie als Slalomveranstaltung ausgetragen. Bis 2012 war es eine Junioreneuropameisterschaft. 2013 wurde sie unter dem Namen Kindereuropameisterschaft und 2015 wird sie unter der Kinder-Kontinentalmeisterschaft veranstaltet. Wegen der Weltmeisterschaft 2014 fiel die Junioreneuropameisterschaft aus, weil es keine Anfrage gab. Die Athleten aus Deutschland traten bisher bei jeder Junioren-EM bzw. Kindereuropameisterschaft an, außerdem nahmen hin und wieder Athleten aus der Schweiz, Italien, Lettland, Tschechien, Slowakei und Österreich teil.

## Reglement

### Teilnahmebedingung
An der Junioren-EM waren von 2006 bis 2012 folgende Altersklassen zugelassen: S12 (Schüler) und S14 (Jugend). Ab 2013 sind folgende Altersklassen zugelassen: U14 und U16.

### Durchführung
Die Europameisterschaft wird nach dem Reglement der Inline-Organisation World Inline Alpine Committee (WIAC) durchgeführt. Die Startreihenfolge für den ersten Durchgang erfolgt nach der Klasseneinteilung des ausrichtenden Verbandes. Im zweiten Durchgang kommen nur die entsprechenden Jahrgänge S12 und S14 in die Wertung. In der letzten Gruppe wird in umgekehrter Reihenfolge aufsteigend nach Zeiten gestartet.

### Preise
Die drei Erstplatzierten werden mit Gold-, Silber- und Bronzemedaille ausgezeichnet und die Viert- bis Zehntplatzierten erhalten Erinnerungsgeschenke.

## Austragungsorte
| Jahr | Austragungsort(e)                | Austragungsort(e)                |
| ---- | -------------------------------- | -------------------------------- |
| 2006 | Lungern                          | Lungern                          |
| 2007 | Susten                           | Susten                           |
| 2008 | Hergiswil                        | Hergiswil                        |
| 2009 | Susten                           | Susten                           |
| 2010 | Jirkov                           | Jirkov                           |
| 2011 | Tuttlingen                       | Tuttlingen                       |
| 2012 | Stuhlfelden                      | Stuhlfelden                      |
| 2013 | Bad Hersfeld                     | Bad Hersfeld                     |
| 2015 | Bramberg                         | Bramberg                         |
| 2016 | Bad Kötzting                     | Oberhundem                       |
| 2017 | Villablino                       | Villablino                       |
| 2018 | Villablino                       | Villablino                       |
| 2019 | Villablino                       | Villablino                       |
| 2020 | Villablino – ausgefallen         | Villablino – ausgefallen         |
| 2021 | Gijón                            | Gijón                            |
| 2022 | Hergiswil/Beckenried/ Villablino | Hergiswil/Beckenried/ Villablino |
| 2023 | Hergiswil/Beckenried/ Villablino | Hergiswil/Beckenried/ Villablino |
| 2024 | Hergiswil/Beckenried             | Hergiswil/Beckenried             |
| 2025 | Villablino                       | Villablino                       |